# Théorème de relèvement
Le théorème de relèvement suivant est un cas particulier du théorème général de relèvement des chemins, appliqué au revêtement du cercle par une droite, vu comme le paramétrage privilégié du cercle unité du plan complexe,
En appelant chemin toute application continue sur l'intervalle réel [0, 1] :

Pour tout chemin γ dans S1 et tout choix d'un réel t0 tel que γ(0) = p(t0), il existe un chemin et un seul Γ dans ℝ tel que
{\displaystyle \gamma =p\circ \Gamma \quad {\rm {et}}\quad \Gamma (0)=t_{0}.}
On dit alors que Γ est un chemin d'origine t0 relevant γ .

## Compléments
- Deux relèvements de γ diffèrent d'un multiple entier de 2π.
- Le résultat s'étend à une application sur un segment réel quelconque (par changement de variable) puis sur un intervalle réel quelconque (par réunion croissante de segments).
- Si f est une application continue d'un intervalle I dans ℂ*, on peut la mettre sous forme polaire en appliquant le théorème à γ := f/|f|. On obtient ainsi une application continue θ de I dans ℝ telle que{\displaystyle \forall x\in I\quad f(x)=|f(x)|{\rm {e}}^{{\rm {i}}\theta (x)}}et si f est de classe Ck alors θ aussi.

## Démonstration

### Cas général
Remarquons d'abord que :
- pour tout point x de [0, 1] et tout réel t tel que γ(x) = p(t), il existe un « relèvement local de γ » (défini et continu sur un voisinage de x dans [0, 1]) prenant en x la valeur t : il suffit de choisir un voisinage sur lequel γ n'atteint pas la valeur –γ(x) et d'utiliser que p est un homéomorphisme de ]t – π, t + π[ dans le cercle privé du point –γ(x) ;
- si deux relèvements locaux de γ, définis respectivement sur deux sous-intervalles J1 et J2 de [0, 1], coïncident en un point commun, alors leur différence est nulle sur tout l'intervalle J1∩J2 d'après le théorème des valeurs intermédiaires, puisqu'elle est nulle en ce point et ne peut prendre pour valeurs que des multiples entiers de 2π.

L'ensemble J des réels x de [0, 1] pour lesquels γ possède sur [0, x] un relèvement d'origine t0 est donc un sous-intervalle de [0, 1] de la forme [0, c[ ou [0, c], et γ possède sur J un unique relèvement Γ d'origine t0.
Il reste à montrer que J = [0, 1]. Soit Γ ' un relèvement local de γ sur un intervalle J' voisinage de c dans [0, 1]. En un point arbitraire de J∩J', ce relèvement Γ ', quitte à lui ajouter un multiple adéquat de 2π, coïncide avec Γ ; il coïncide alors sur J∩J', ce qui permet d'étendre Γ en un relèvement sur J∪J'. Par maximalité, J contient donc J'. Par conséquent, J est un voisinage dans [0, 1] de son extrémité c, ce qui prouve que c est égal à 1 et appartient à J.

### Si l'application est de classeCk
On suppose {\displaystyle \gamma \in C^{k}(I,S^{1})} avec {\displaystyle k\in \mathbb {N} ^{*}}. Alors par analyse-synthèse, si {\displaystyle \gamma =p\circ \theta }, on a nécessairement :{\displaystyle {\begin{cases}\gamma '=\theta '\times \left(p\circ \theta \right)=\theta '\times \gamma \\\theta \left(0\right)=t_{0}\end{cases}}}, ce qui implique que {\displaystyle \theta :t\mapsto t_{0}+\int _{0}^{t}{\frac {\gamma '}{\gamma }}}. On vérifie alors que {\displaystyle \theta } définit bien un relèvement de {\displaystyle \gamma } et qu'elle est de classe {\displaystyle C^{k}} sur {\displaystyle I}.